# 忠孝碼頭
忠孝碼頭是淡水河上的一座內河碼頭，位於新北市三重區，台北大橋與忠孝橋之間，鄰近捷運台北橋站，現有旅遊用航向，與淡水漁人碼頭、關渡碼頭往來，或定期交通航班，由忠孝碼頭開往華江碼頭或大稻埕碼頭。忠孝碼頭鄰近三重天台，與華江碼頭相同，都位在流量與水位易受潮汐影響的河段，因此碼頭設計成可隨著河位高低，自動調整與堤岸間的高度。

## 歷史
2013年7月30日：由新北市長朱立倫主持通航典禮。

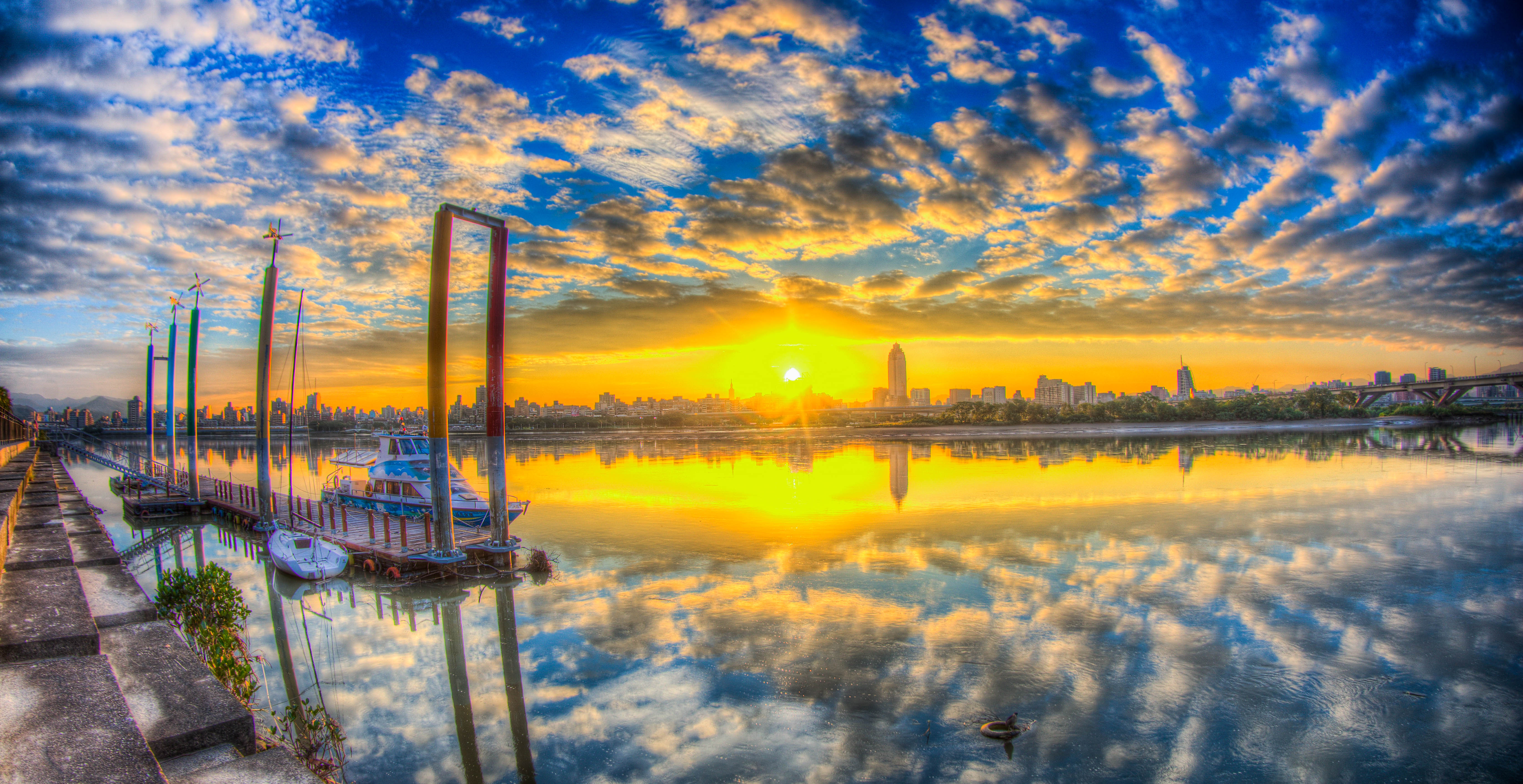
忠孝碼頭日出全景

## 渡輪業者與航線

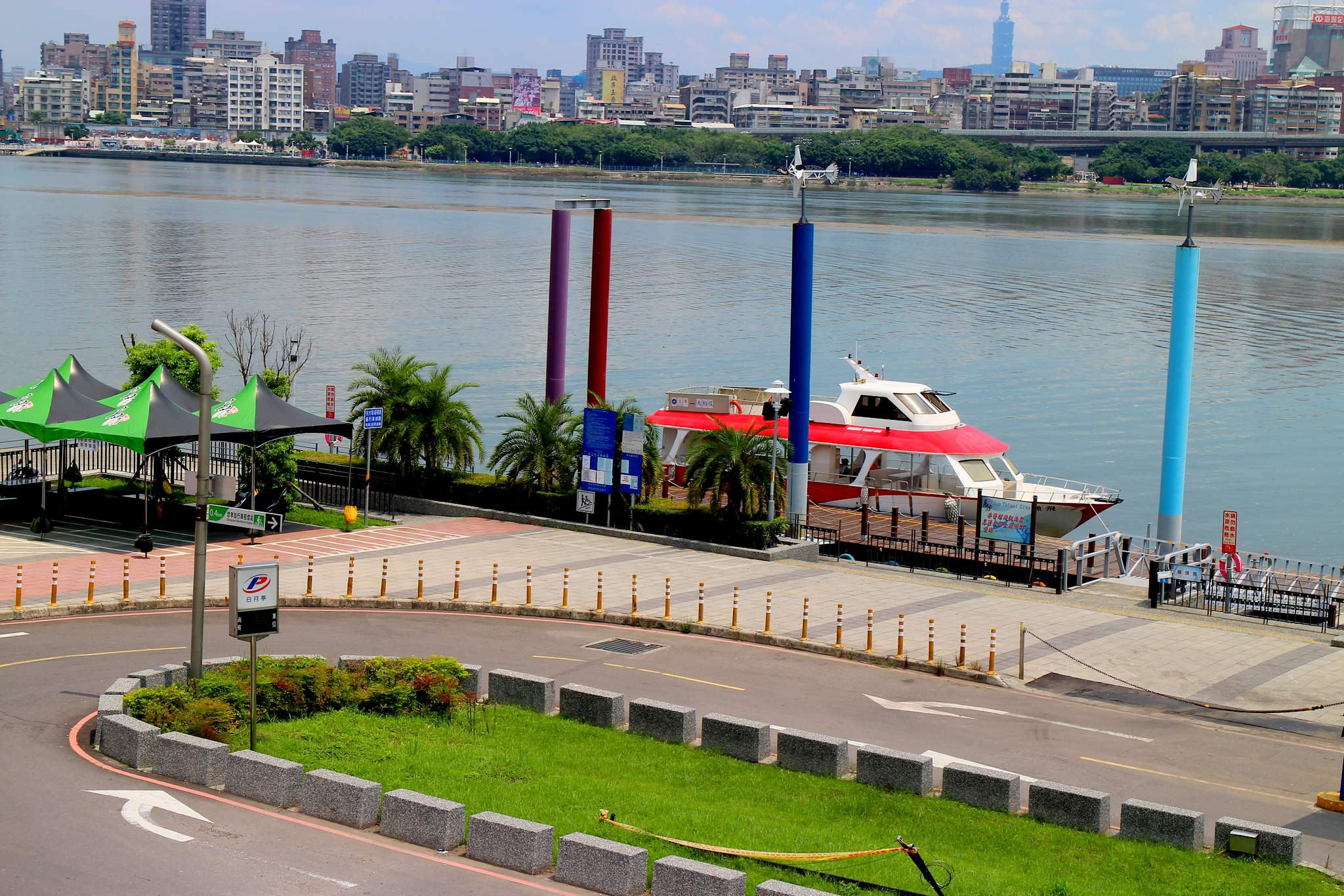
往大稻埕碼頭渡輪停泊在忠孝碼頭

現往來忠孝碼頭的渡輪共有三條航線，分別由台北航運及好樂好股份有限公司營運。

### 台北航運
- 淡水漁人碼頭－關渡碼頭－大稻埕碼頭－忠孝碼頭－華江碼頭

### 新北市水上巴士（新北市政府委託好樂好股份有限公司營運）
- 華江碼頭－忠孝碼頭
- 忠孝碼頭－大稻埕碼頭

## 自行車道
忠孝碼頭有連接自行車道，北至淡水八里自行車道系統、南可串連大臺北都會公園二重環狀線，因此來來往往的單車族很多，附近還有自行車租借站，但只有假日開放。面向碼頭有一大面圖畫牆，以馬賽克拼貼的方式拼貼出許多黑膠唱片的封面圖像與歷史建築，讓藝術與美景合而為一，而碼頭的特色與華江碼頭一樣，都有8枝色彩繽紛的固定樁，而風速計裝置都使用雁鴨造型，呼應華江雁鴨保護區。

## 碼頭美景

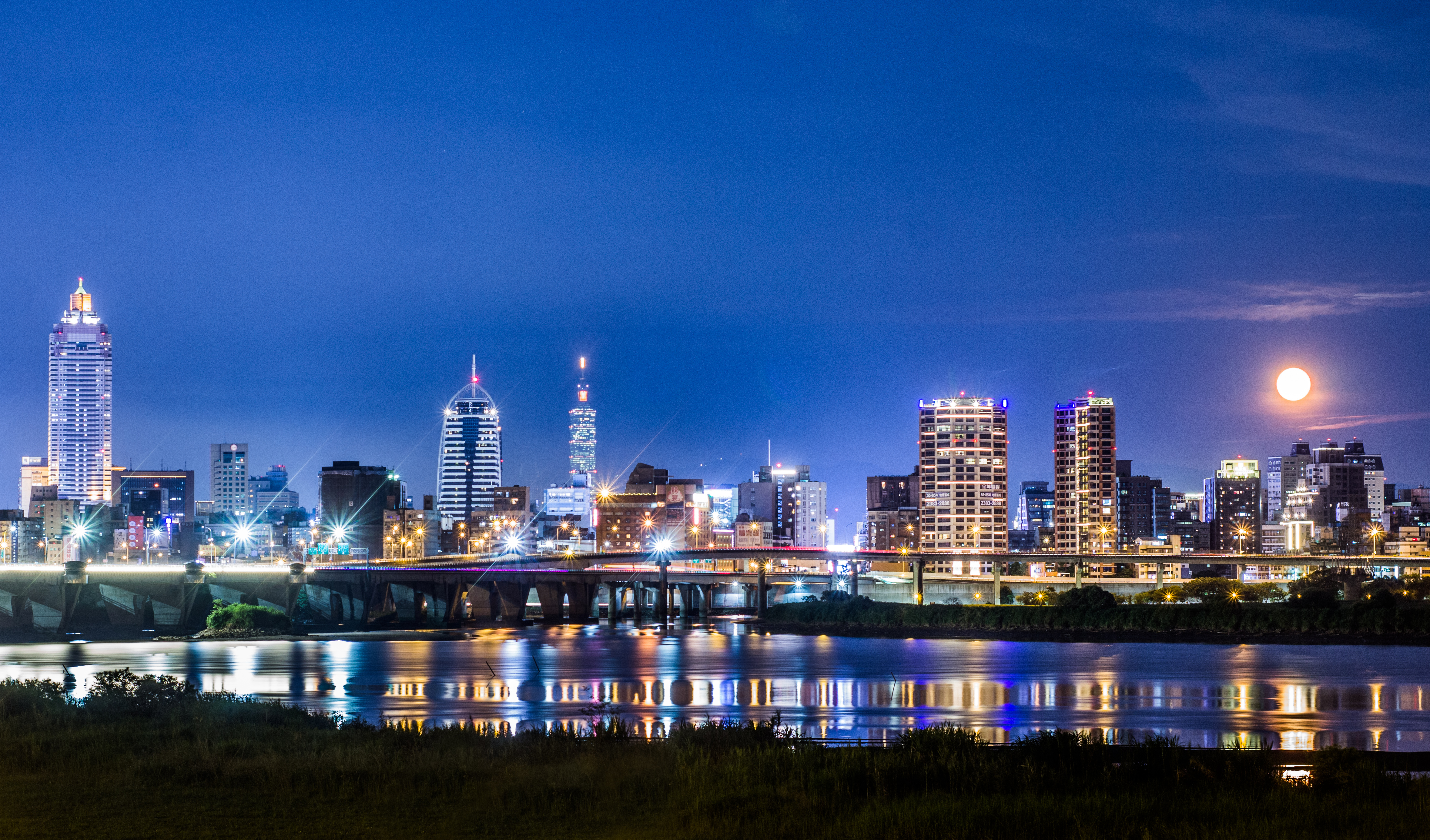
從忠孝碼頭眺望臺北天際線

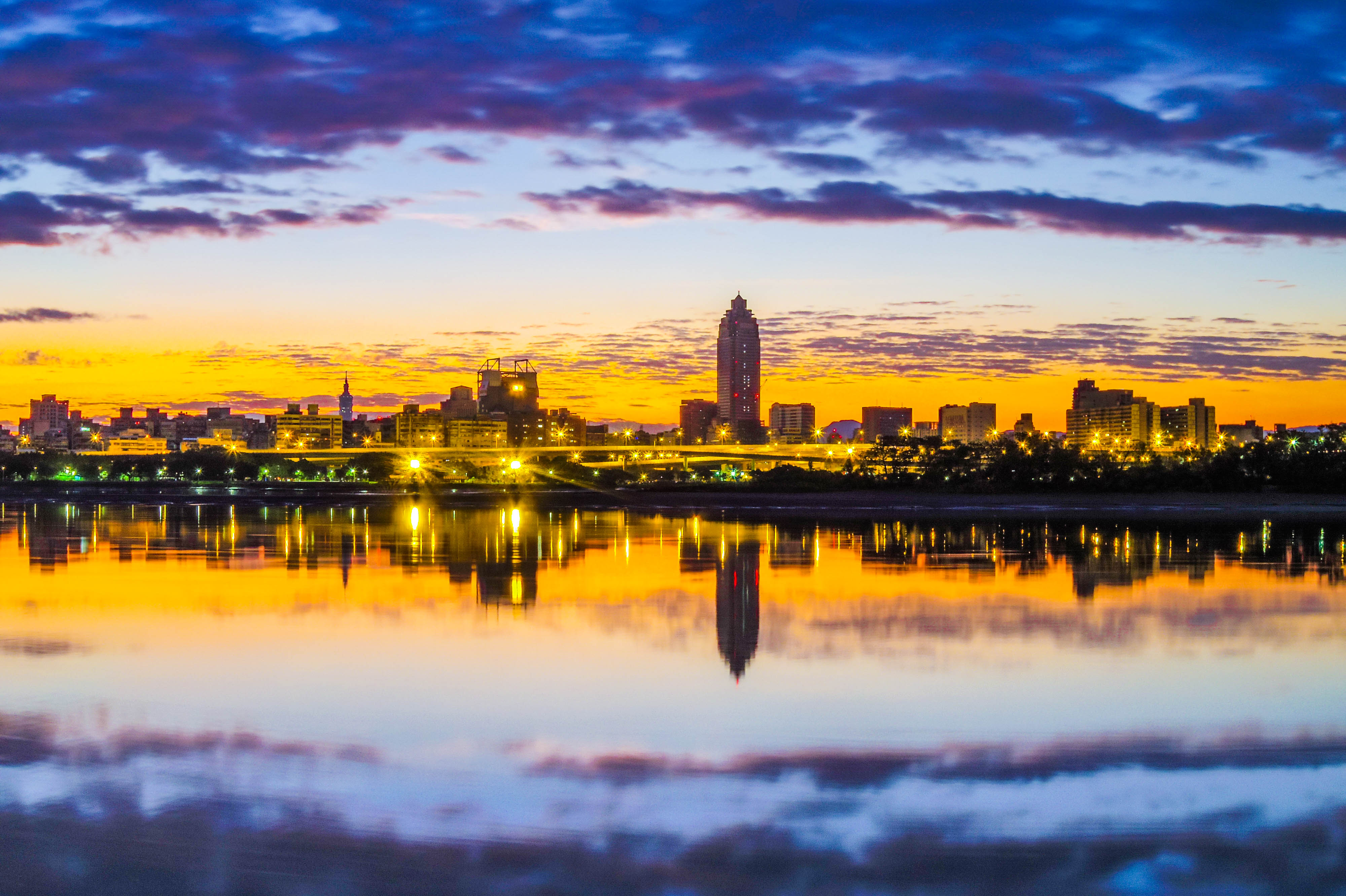
從忠孝碼頭眺望黃昏時的臺北天際線

- 秀英花原名「素馨花」，與茉莉、黃枝、樹蘭、桂花，都屬於製作花茶原料。秀英花在日治時代在三重蘆洲地區大量種植，因為經濟作物散發淡雅香氣，品質優良，是提煉香水，與冬茶、春茶製花茶的原料，外銷全世界。三重社區大學校長劉世偉、校務委員張明祥及林月于女士帶領「三蘆香花文史工作團」於碼頭進行培育，爾後因碼頭開發導致秀英花絕跡。

- 由於忠孝碼頭的河面寬敞、天空廣闊，又與臺北市的大稻埕碼頭相對望，所以很多人會坐在碼頭邊的小階梯上看雲彩變換，看一棟棟姿態各異的高矮建築倒映河面上，看水上巴士轟隆隆啟航、回程，河岸的周圍還佇立幾棵棕梠樹，將碼頭襯成了熱帶島嶼，而大家似乎都很享受這樣悠閒靜謐的時光。

- 此外，値得注意的是，日落時分來到忠孝碼頭，還可以看見三兩攝影師拿著單眼相機坐在河岸邊。近幾年來，忠孝碼頭的夕陽經由口耳相傳越來越熱門，因此成了攝影愛好者的熱門拍攝地點，有時拍日落、有時拍日出，同時把臺北市的房子揉進了天空與河面間，拍攝出了很多奇蹟美景！

## 週遭停車場
俥亭忠孝堤外（$10 / 小時），距離 22公尺。 

### 停車費用
- 小型車：每小時10元
- 機車：免費

### 停車格數量
- 小型車：76格
- 機車：30格

## 周邊商圈
- 三重空軍一村
- 三光國小
- 大稻埕碼頭
- 延平河濱公園
- 三重天后宮
- 中興沙洲
- 捷運台北橋站
- 光興國小
- 天台影城